# Barakoni

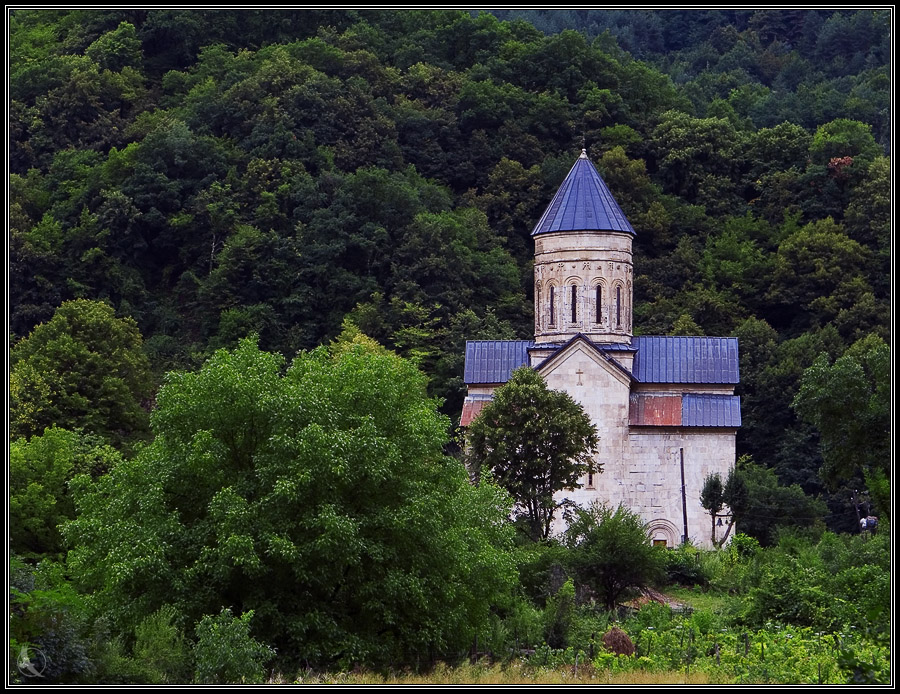
Barakoni

Barakoni (georgisch ბარაკონი; bɑrɑkʼɔnɪ) ist eine georgisch-orthodoxe Kirche in der Region Ratscha-Letschchumi und Niederswanetien, in der Munizipalität Ambrolauri, in der historischen Provinz Ratscha. Sie liegt in der Nähe vom Dorf Zesi. Die Kirche wurde 1753 vom Architekten Awtandil Schulawreli nach der Bestellung von Rostom Eristawi (Eristavi von Ratscha) errichtet. Das Gebäude ist rechteckig. Seine Kuppel ruht auf den zwei westlich gelegenen freistehenden Säulen. Die Kirche ist aus dem Stein gebaut und mit den zahlreichen traditionellen georgischen Ornamenten geschmückt.